# العلاقات البنينية السريلانكية
العلاقات البنينية السريلانكية هي العلاقات الثنائية التي تجمع بين بنين وسريلانكا.

## مقارنة بين البلدين
هذه مقارنة عامة ومرجعية للدولتين:
| وجه المقارنة                                              | بنين            | سريلانكا                         |
| --------------------------------------------------------- | --------------- | -------------------------------- |
| المساحة (كم2)                                             | 114.76 ألف      | 65.61 ألف                        |
| عدد السكان (نسمة)                                         | 11.18 مليون     | 21.44 مليون                      |
| الكثافة السكانية (ن./كم²)                                 | 97.42           | 326.78                           |
| العاصمة                                                   | بورتو نوفو      | سري جاياواردنابورا كوتي، كولمبو  |
| اللغة الرسمية                                             | لغة فرنسية      | اللغة السنهالية، اللغة التاميلية |
| العملة                                                    | فرنك غرب أفريقي | روبية سريلانكي                   |
| الناتج المحلي الإجمالي (بليون دولار)                      | 9.27 مليار      | 87.17 مليار                      |
| الناتج المحلي الإجمالي (تعادل القوة الشرائية) بليون دولار | 22.38 مليار     | 246.62 مليار                     |
| الناتج المحلي الإجمالي الاسمي للفرد دولار أمريكي          | 762             | 3.93 ألف                         |
| الناتج المحلي الإجمالي للفرد دولار أمريكي                 | 2.03 ألف        | 11.11 ألف                        |
| مؤشر التنمية البشرية                                      | 0.480           | 0.757                            |
| رمز المكالمات الدولي                                      | +229            | +94                              |
| رمز الإنترنت                                              | .bj             | .lk،                             |
| المنطقة الزمنية                                           | ت ع م+01:00     | ت ع م+05:30                      |

## منظمات دولية مشتركة
يشترك البلدان في عضوية مجموعة من المنظمات الدولية، منها:
| علم المنظمة | اسم المنظمة                               | تاريخ انضمام بنين | تاريخ انضمام سريلانكا |
| ----------- | ----------------------------------------- | ----------------- | --------------------- |
|             | مؤسسة التنمية الدولية                     | 16 سبتمبر 1963    | 27 يونيو 1961         |
|             | يونسكو                                    | 18 أكتوبر 1960    | 14 نوفمبر 1949        |
|             | وكالة ضمان الاستثمار متعدد الأطراف        | 26 سبتمبر 1994    | 27 مايو 1988          |
|             | الأمم المتحدة                             | 20 سبتمبر 1960    | 14 ديسمبر 1955        |
|             | الاتحاد البريدي العالمي                   | ?                 | ?                     |
|             | البنك الدولي للإنشاء والتعمير             | 10 يوليو 1963     | 29 أغسطس 1950         |
|             | الاتحاد الدولي للاتصالات                  | 1961              | 1897                  |
|             | منظمة حظر الأسلحة الكيميائية              | ?                 | ?                     |
|             | مؤسسة التمويل الدولية                     | 5 فبراير 1987     | 20 يوليو 1956         |
|             | المركز الدولي لتسوية المنازعات الاستشارية | 14 أكتوبر 1966    | 11 نوفمبر 1967        |
|             | منظمة التجارة العالمية                    | ?                 | ?                     |
|             | منظمة الشرطة الجنائية الدولية             | ?                 | ?                     |

## وصلات خارجية
- موقع وزارة الخارجية البنينية
- موقع وزارة الخارجية السريلانكية